# Santa Cecília de Torallola
Santa Cecília de Torallola, és una ermita romànica del poble de Torallola, pertanyent al municipi de Conca de Dalt, al Pallars Jussà. Fins al 1969 formava part del terme municipal de Toralla i Serradell. És 1,2 quilòmetres al sud-est del poble, ran de la carretera que des de Sant Joan de Vinyafrescal mena a Torallola. És una obra inclosa a l'Inventari del Patrimoni Arquitectònic de Catalunya.

## Descripció
Ermita petita d'una nau amb volta de canó. Absis semicircular a llevant i porta amb arcada de mig punt. Campanar de cadireta amb dos ulls a ponent.
Murs de carreus de pedra reblats i coberta amb lloses de pedra.